# Annaphila domina
Annaphila domina là một loài bướm đêm trong họ Noctuidae.